# Саргсян Арам Завенович
Арам Завенович Саргсян (вірм. Արամ Զավէնի Սարգսյան; нар. 2 січня 1961) — вірменський державний діяч, молодший брат убитого прем'єр-міністра Вірменії Вазгена Саргсяна.

## Біографія
- 1967–1977 — Араратська сільська школа.
- 1977–1980 — Єреванське художнє училище.
- 1984–1989 — архітектурно-будівельний факультет Єреванського політехнічного інституту. Інженер-будівельник.
- 1980–1982 — служив у Радянській армії. Брав участь у боях із захисту кордонів Вірменії.
- 1989–1993 — працював у тресті «Араратпромбуд» десятником, завідувачем лабораторією, заступником головного інженера, головним інженером.
- 1993–1999 — працював в об'єднанні «Араратцемент» помічником директора, заступником генерального директора, адміністративним директором, директором, генеральним директором.
- 1999–2000 — прем'єр-міністр Вірменії.
- 1999–2001 — член «Республіканської партії», а 2001 заснував та очолив партію «Республіка».
- 2000–2002 — генеральний директор ДЗАТ «Араратцемент».
- 2003 — кандидат у президенти Вірменії.
- 2003–2007 — депутат парламенту. Член постійної комісії з фінансово-бюджетних, кредитних та економічних питань.